# Emerald Airways
Emerald Airways war eine britische Fluggesellschaft mit Sitz und Basis in Liverpool.

## Geschichte

### Janes Aviation
Die Fluggesellschaft wurde 1987 von Andy Janes und seiner Frau Hilary als Janes Aviation Limited gegründet. Die Firma begann ihre Tätigkeit im Jahr 1987 am London Southend Airport mit der Route Blackpool – Belfast mit einer geleasten Britten-Norman BN-2 Islander.
Das Unternehmen wurde 1992 in Emerald Airways umbenannt, im selben Jahr wurde der Firmensitz nach Liverpool verlegt.

### Emerald Airways
Im Oktober 2002 kaufte sie die Fluggesellschaft Streamline Aviation mit Sitz in Exeter. Im Juni 2005 kaufte wiederum Euromanx den Personenverkehr von Emerald Airways.
Am 4. Mai 2006 wurde der Gesellschaft durch die Luftfahrtbehörde das Air Operator Certificate nach einer Sicherheitsüberprüfung entzogen, woraufhin sie den Betrieb einstellte.

## Flugziele
Das Hauptgeschäft der Emerald Airways lag in Verbindungen nach Schottland, Irland und auf die Kanalinseln.

## Flotte
Die Flotte von Emerald Airways umfasste 30 Flugzeuge:
- 14 Avro 748
- 05 BAe ATP
- 01 Short 330
- 10 Short 360

## Zwischenfälle
- Am 31. März 1998 kam es an einer Hawker Siddeley HS 748-378 2B der Emerald Airways (Luftfahrzeugkennzeichen G-OJEM) beim Start vom Flughafen London-Stansted (England) in einer Höhe von 10 bis 30 Metern zu einem schlagartigen Ausfall des Triebwerks Nr. 2 (rechts). Dieser löste einen Brand in der Triebwerksgondel und eine Drehbewegung nach rechts aus. Der Schub wurde reduziert und nach 27 Sekunden Flugzeit setzte die Maschine wieder auf, überrollte das Startbahnende mit 62 Knoten (115 km/h) und kam nach dem Zusammenbruch des Bugfahrwerks zum Stillstand. Hauptursachen waren diverse Ermüdungsschäden im Triebwerk. Das Flugzeug wurde irreparabel beschädigt. Alle 44 Insassen, vier Besatzungsmitglieder und 40 Passagiere, überlebten den Unfall.[4]